# Potovanje na konec pomladi: Blisk v štirih barvah
Potovanje na konec pomladi: Blisk v štirih barvah je roman, ki ga je leta 1937 napisal Vitomil Zupan. Izšel je leta 1972 pri Cankarjevi založbi  in leta 1985 pri založbi Globus . Leta 1973 je izšel še v srbščini  in leta 1985 v hrvaščini. Razdeljen je na 4 poglavja, obsega 58.000 besed na 214 straneh. Dogajanje poteka neko pomlad, ekscentričen profesor skuša skozi podoživljanje mladosti najti srečo in ljubezen do žene. Leta 1973 je prejel Župančičevo nagrado. 

## Zgodba
Pripovedovalec, neimenovani gimnazijski profesor, je v svojih dijaških letih hotel postati pisatelj, a ga je njegov učitelj zatrl, zaradi česar je postal zagrenjen cinik, ki zaničuje svoj monotoni vsakdan in dolgočasne ljudi. Sovraži nadutega dijaka Tajsija, hkrati pa ga občuduje ter mu zavida mladost in živahnost. Tudi sam hoče Tajsija zatreti, vendar si spontano premisli in ga povabi na svoj dom na razgovor. Tam se napijeta, Tajsi se zaljubi v profesorjevo ženo Sonjo. Ona si domišlja, da ga dobro pozna, zato jo profesor sovraži. Kljub temu mu zaradi Tajsijeve zaljubljenosti spet postane privlačna. Ob druženju s Tajsijem profesor začne na novo odkrivati svojo umetniško nadarjenost, ki jo je v mladosti potlačil. Ko se napijeta še na Tajsijevem domu, je profesor nesramen do njegovih sorodnikov in osvaja Jakobino, s katero hoče imeti Tajsi razmerje. To začasno prekine Tajsijevo in profesorjevo druženje, profesor začne odbijati ljudi z nesramnim in čudnim vedenjem. Neke noči se napije, blodi od ene gostilne do druge, se grdo obnaša do ljudi ter razmišlja o svoji ljubezni do Sonje in o svojem idealu popolne ženske. Naslednje jutro sreča ženo prodajalca s preprogami, Barbaro, in se vanjo zaljubi. Začne pogrešati Tajsija, zato mu pove o Barbari in skupaj jo obiščeta. Tudi Tajsi se vanjo zaljubi, čeprav se mu zdi, da ji on ni všeč. Barbaro obiskuje le profesor, pri enem od obiskov pri njej preživi noč, kmalu zatem Sonja zanosi. Na koncu se profesorjevo življenje umiri, najde prijetnost v miru, ki ga je prej zaničeval.

## Kritike, literarna zgodovina
Celotna vsebina besedila izhaja iz trditve v prvem stavku romana: "Zelo rad bi bil Tajsi". Tej preprosti in jasni kompozicijski formuli sledita tako zgodba kot pripovedni postopek, ki je prvooseben in zaradi tega še posebej na široko odprt vsem prvinam Zupanovega zapisovanja (modrovanju, aforizmom, lirizmu, domišljijskim potovanjem, posmehu). (Glušič 2002: 86)
Vitomil Zupan konstruira svoja junaka z nenehno rezervo, to je komedija profesorja, ki bi hotel biti Tajsi, in je komedija tega paglavca, ki neugnano in nesramno vleče poštene ljudi za nos; to je vesela igra, če je Tajsi pač samo profesorjeva izmišljotina, komedija o jalovih, smešnih sanjarijah brezuspešnega človeka, ki bi bil hotel postati velik in slaven — velik, kajpada, po merilih, ki veljajo znotraj zavrženega (nerazvitega, malomeščanskega) sveta, kjer je vsak zakoten pismar skoraj že odposlanec božji. (Inkret 1977: 122)
Prvo, kar bi zbodlo v oči bravca [sic] iz predvojnih let, bi bil vsekakor individualizem obravnavanega teksta. V času, ki je zahteval posameznikovo ─ bolj ali manj popolno ─ podreditev celoti, kolektivu, grupi, razredu, narodu, torej načelu in praksi družbenega, prek tega pa zgodovinskega (transcendentnega), bi Zupanov roman deloval kar se da šokantno. (Kermauner 1972: 197)

## Izdaje in prevodi
- Potovanje na konec pomladi : blisk v štirih barvah (COBISS)
- Putovanje na kraj proljeća: blesak u četiri bolje (1973) (COBISS)
- Potovanje na konec pomladi (1985) (COBISS)
- Putovanje na kraj proljeća (1985) (COBISS)
- Reise ans Ende des Frühlings : Blitz in vier Farben (2013) (COBISS)
- Potovanje na konec pomladi (2014) (COBISS)